# Silometopus furcatus
Espèce
Silometopus furcatus est une espèce d'araignées aranéomorphes de la famille des Linyphiidae.

## Distribution
Cette espèce est endémique d'Algarve au Portugal,. Elle se rencontre vers São Brás de Alportel.

## Description
Le mâle holotype mesure 1,3 mm.

## Systématique et taxinomie
Cette espèce a été décrite par Wunderlich en 2024.

## Publication originale
- Wunderlich, 2024 : « New and already known spiders of seven families of the Algarve, Portugal (Araneida: Araneae). » Beiträge zur Araneologie, vol. 17, p. 7-51 & 102.